# Ústřední banka Íránské islámské republiky
Ústřední banka Íránské islámské republiky (persky بانک مرکزی جمهوری اسلامی ايران‎) je centrální banka Íránu. Je zcela vlastněna íránským státem.[zdroj?] Založena byla v roce 1960. Sídlí v Teheránu. Od roku 2013 je jejím guvernérem Valiollah Seif.
Emituje íránský riál. Na starost má vládní měnovou politiku. Její nařízení upravují též import zboží, vydávání dokumentárních akreditivů a registrace objednávek směnek na dovoz. Je členem Asijské clearingové unie.